# Матвиенко, Виктор Антонович
Ви́ктор Анто́нович Матвие́нко (укр. Ві́ктор Анто́нович Матвіє́нко; 9 ноября 1948, Запорожье — 29 ноября 2018, Киев) — советский футболист, защитник и украинский тренер. Известен по выступлениям за футбольный клуб «Динамо» (Киев). Игрок сборной СССР (1971—1977).
Мастер спорта СССР международного класса (1975). Заслуженный мастер спорта СССР (1975).

## Карьера

### В клубах
Воспитанник запорожской школы «Металлург» (с 1963). Выступал за команды «Металлург» Запорожье (1966—1967, 1970), СКА Одесса (1968—1969), «Динамо» Киев (1970—1977), «Днепр» Днепропетровск (1978).
В чемпионате СССР (высшая лига) за 10 лет сыграл 209 матчей (забил 8 мячей). В составе «Динамо» Киев в 1972—1977 годах сыграл 30 матчей в еврокубковых соревнованиях (Кубок чемпионов — 15; Кубок УЕФА — 6; Кубок обладателей кубков — 9).

### В сборной
14 июня 1971 года Матвиенко дебютировал в сборной СССР — в Москве в товарищеском матче со сборной Шотландии (1:0). Входил в состав главной команды страны на чемпионате Европы-1972, однако на турнире не сыграл. Принимал участие в матчах чемпионата Европы-1976, Олимпийских играх 1976 года в Монреале, в отборочных играх чемпионата мира-1978. Всего за сборную СССР сыграл 21 матч (в том числе 5 матчей за олимпийскую сборную СССР).

### Тренерская карьера
В 31 год завершил игровую карьеру и приступил к тренерской деятельности.
Тренер в команде «Авангард» Ровно (1979). Главный тренер команд «Авангард» Ровно (1980—1982, 1985), «Орлента» Луков, Польша (1991—1992), «Подолье» Хмельницкий (1993), «Торпедо» Запорожье (1993, 1997—1998), «Буковина» Черновцы (1994), «Тилигул» Тирасполь, Молдавия (1995).
В 1998 непродолжительное время работал главным тренером узбекистанского «Дустлика». При нём команда провела 5 матчей, в которых не смогла одержать ни одной победы. После 12-го тура Матвиенко был уволен со своего поста.
Работал в Федерации футбола Украины, инспектировал матчи команд второй лиги первенства Украины.
Похоронен в Киеве на участке 42-А Байкова кладбища.

## Достижения

### Командные
«Динамо» (Киев)
- Чемпион СССР (4): 1971, 1974, 1975, 1977
- Обладатель Кубка СССР: 1974
- Обладатель Кубка обладателей кубков УЕФА: 1975
- Обладатель Суперкубка УЕФА: 1975

Сборная СССР
- Серебряный призёр чемпионата Европы 1972 (входил в состав команды, в матчах не участвовал)
- Бронзовый призёр Олимпийских игр 1976

### Личные
- В списках лучших футболистов Украинской ССР[укр.] (8): № 1 (1971—1977), № 2 (1970)
- В списках 33 лучших футболистов сезона в СССР (5): № 1 (1974), № 2 (1971, 1973, 1975, 1976)
- Мастер спорта СССР международного класса (1975)
- Заслуженный мастер спорта СССР (1975)
- Награждён орденом Украины «За заслуги» III степени (2004)[5] и II степени (2015)[6]